# Distrito de Frías
El distrito de Frías es uno de los diez que conforman la provincia de Ayabaca ubicada en el departamento de Piura en el norte del Perú. Limita por el norte con los distritos de Lagunas y Pacaipampa; por el sur y el este con la provincia de Morropón; y, por el oeste con los distritos de Sapillica y Lagunas.
Desde el punto de vista de la jerarquía de la Iglesia católica, forma parte de la Diócesis de Chulucanas.
Dentro del distrito, se encuentran caseríos y localidades como Cahingara, El Común, El Faique, La Banda, Letrero, Mastrante, Naranjito, Olleros, Palto Margarita, Rosales (Perú), Santa Rosa, Silahua y Tucaque.

## Historia
El distrito fue creado  el 21 de junio de 1825 por el Libertador Simón Bolívar, y ratificado por el Reglamento del 2 de enero de 1857 mediante Ley sin número, en el gobierno del Presidente Ramón Castilla. 
Toponimia. Frías, lugar poblados de una planta llamada en lengua tiruray de Filipinas friá. De la lengua tiruray de Filipinas, friá: balsamina: su fruta aunque amarga, es muy estomacal. Es conocido con el nombre vulgar de amargoso. (Bennása, 1898, p. 78). (Tomado del libro inédito: Toponimias de la provincia de Ayabaca de: Miryam Isabel Correa Correa y Jorge Enrique García Alberca).

## Geografía
Se localiza al sudeste con relación a la capital de la provincia, Ayabaca, a 79° 56' 25” de longitud oeste y 4° 55' 45” de latitud sur, con una altitud de 1692 m s. n. m. El distrito de Frías posee una superficie de 568,81 km².
Frías tiene un clima templado, sus temperaturas oscilan entre 15 a 20 °C. 

### Relieve
Por encontrarse a 1 600 m s. n. m., posee cerros cubiertos de árboles que le dan una hermosa apariencia a la serranía piurana. El más conocido es la bella durmiente por la apariencia de una mujer recostada.

### Hidrografía
Se encuentra más vinculado a Morropón que a la propia provincia de Ayabaca. Desde la Cordillera de los Andes, se desprende el río Citán, que se forma en la parte posterior del cerro del Huamingas; se forma asimismo, el río Parihuanás que se forma en el cerro Cachiris. La formación de estos ríos se desarrolla en los territorios de Pacaipampa y se desplazan por Frías. Aguas abajo de este distrito se forma el Huasipe, después el río Palo Blanco hasta adoptar el nombre de río Yapatera. Sus aguas son tributarias del río Piura.

## Autoridades
Anexo:Alcaldes de Frías
- 2023-2026[2]

- Alcalde: CPC.Anselmo José Lizardo Flores Berru (Movimiento Independiente Fuerza Regional)

- 2019 - 2022[3]
  - Alcalde: PROF.Manuel Ricardo Cordova García, ( Movimiento Independiente Fuerza Regional).
  - Regidores:

  1. Ehiver Reyes Cordova (Movimiento Independiente Fuerza Regional)
  2. Aníbal Godos López (Movimiento Independiente Fuerza Regional)
  3. Eduardo Castillo Patiño (Movimiento Independiente Fuerza Regional)
  4. Aly Marivel García López (Movimiento Independiente Fuerza Regional)
  5. Eligardo López López (Movimiento de Desarrollo Local Modelo Región Piura)

Alcaldes anteriores
- 2015-2018:[4] Manuel Magaly Elera García, del Movimiento Alternativa de Paz y Desarrollo (APD).
- 2011-2014:[5] Manuel Magaly Elera García, del Movimiento Unidad Popular Regional Piura (UPRP).
- 2007-2010: Manuel Magaly Elera García.(Alternativa Campesina)
- 2003-2006: ING. Manuel Holguín Rivera.(Movimiento Independiente Somos Perú).

### Policiales
- Comisario: Comandante PNP

## Economía
La economía de Frías se basa en la agricultura cultivando principalmente maíz, trigo, fréjol; y ganadería 

### Agricultura
La actividad agropecuaria es la actividad económica principal del distrito , desenvolviéndose dentro de un marco sociocultural y técnico muy especial, siendo realizada por lo general en forma tradicional, presentando su desarrollo muchas limitaciones.
La actividad agrícola en general se desarrolla con bajos niveles de productividad, estando orientado a cumplir dos finalidades básicas; obtener alimentos destinados preferentemente al auto consumo; y en menor grado, cubrir las necesidades de semillas para las campañas futuras, en el caso de obtener excedentes son destinados a servir como productos de la comercialización con los centros urbanos del eje costero. Los cultivos más importantes son los de pan llevar: papa, maíz, cebada, trigo, habas y otros cultivos andinos como la oca, olluco, etc

### Industria y comercio
Por la realidad que presenta el ámbito, no existe una actividad industrial propiamente dicha, el grado de desarrollo alcanzado en la transformación de derivados agrícolas y pecuarios es incipiente y se desenvuelve dentro del campo familiar. En la zona se presentan actividades de transformación de tipo artesanal, especialmente en la rama textil y de transformación de la leche.
La actividad comercial está representada en su mayoría por pequeños comerciantes: bodegas, venta de productos, hostales, restaurantes, bares, etcétera.

## Atractivos turísticos
En Frías se desarrolló la Cultura Vicús y en la ciudad capital se encuentra el museo cultural del distrito de Frías. Está constituido por dos ambientes en los cuales se exhibe una fototeca de la mundialmente conocida Colección de Oro de Frías y muestra una réplica del original de la figura de Frías reproducida en molde y confeccionada en plata de mil y bañada en oro de 24 quilates por el maestro Retamos, trabajo que fuera financiado y donado al pueblo de Frías por el Dr. Luis Repetto, Director Nacional del Instituto Nacional de Cultura.

## Costumbres
- Alfeñique: se prepara con dulce de chancaca, después de extraer un poco de dulce de la olla caliente, se deja enfriar en una penca de guineo (plátano)
- Cañazo: bebida muy común y de uso frecuente para calentarse en las crudas noches de invierno. Se obtiene el jugo de la caña y se pasa por un proceso de destilación en alambiques especiales.

## Gastronomía
- Alverjas con guineo: Caldo que se prepara con alverjas secas, plátanos de seda verdes y cuero de chancho.
- Sango: Harina de trigo remojada y cocinada con manteca de chancho y chicharrones